# Dżahrom
Dżahrom (perski: جهرم) – miasto w południowym Iranie, w ostanie Fars.
W 2011 miasto liczyło 114 108 mieszkańców; dla porównania, w 2006 było ich 105 285, w 1996 – 94 185, a w 1966 około 38 tysięcy. Rozwinięty przemysł sadowniczy (wokół miasta znajdują się zagajniki daktylowców właściwych Phoenix dactylifera). We wschodnio-południowej części miejscowości leży jaskinia Sang Shekan Cave, licząca 12 wejść i 200 m długości. Ponadto w Dżahrom ulokowany jest uniwersytet medyczny oraz lotnisko.